# Pools

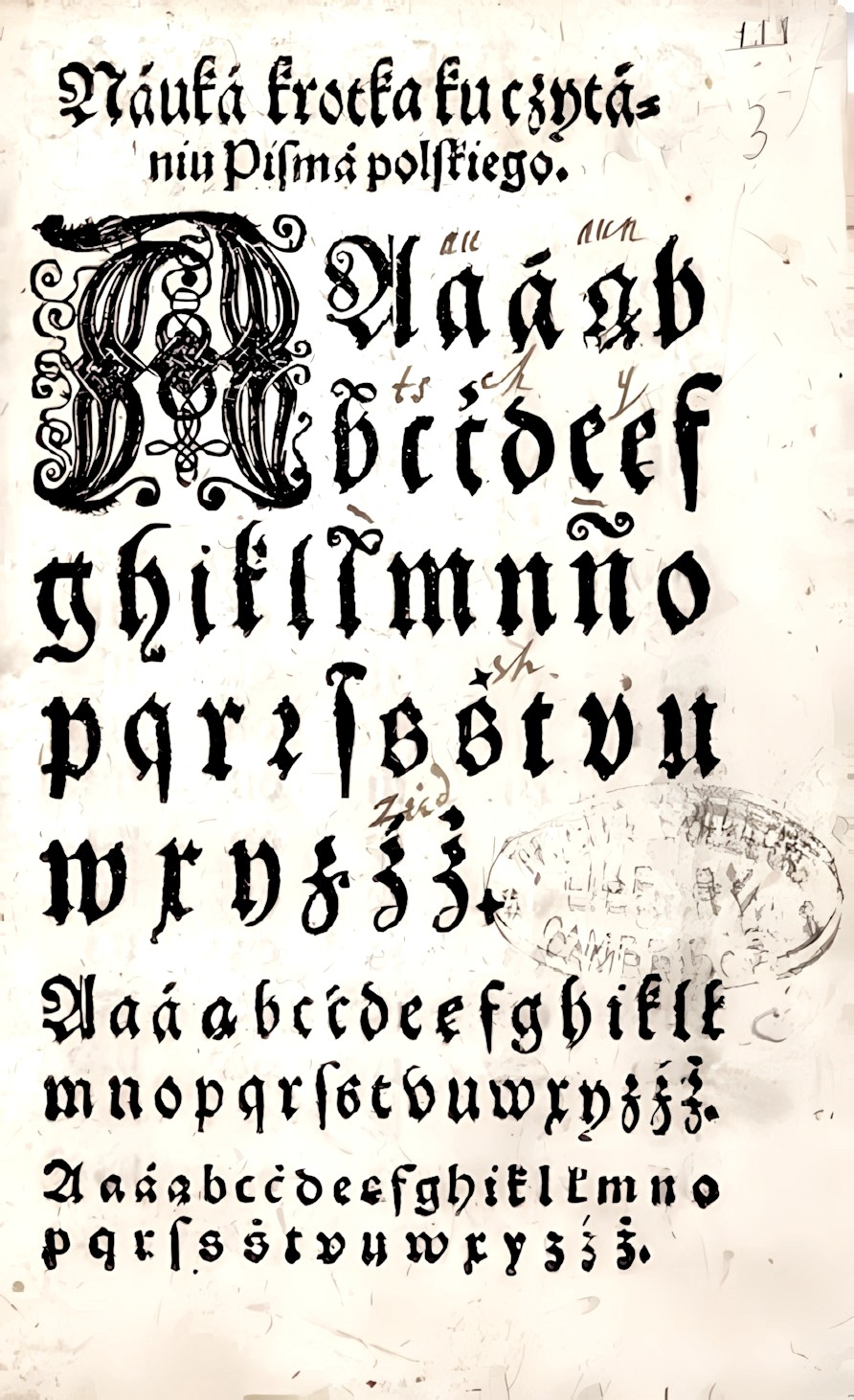
Pools alfabetboek uit de 16e eeuw

Het Pools (język polski, ook wel polszczyzna) is een West-Slavische taal met ongeveer 40 miljoen sprekers. De meeste sprekers van het Pools wonen in Polen (38,6 miljoen inwoners). Andere grote groepen sprekers/Polen wonen onder meer in de Verenigde Staten en in de landen van de voormalige Sovjet-Unie (vooral Wit-Rusland, Oekraïne en Litouwen). Sinds 1 mei 2004 is het Pools een van de officiële werktalen van de Europese Unie.
Binnen de groep van West-Slavische talen - waartoe onder meer ook het Tsjechisch en het Slowaaks behoren - is het Pools de grootste van de zogenoemde Lechitische talen. Een belangrijk kenmerk van deze subgroep binnen het West-Slavisch is het behoud van de Proto-Slavische nasaalvocalen. De andere Lechitische talen zijn het Kasjoebisch en de uitgestorven talen Slovinzisch en Polabisch. Andere kenmerken die het Pools van de meeste andere Slavische talen onderscheiden, zijn sterk gepalataliseerde medeklinkers en een vast woordaccent op de voorlaatste lettergreep.

## Geschiedenis van het Pools
De geschiedenis van het geschreven Pools begint in 1136. In een bul van paus Innocentius II komen voor het eerst op grote schaal Poolse namen voor. De eerste volledige Poolse zin vinden we in het Księga henrykowska ('Boek van Henryków', naar de vestigingsplaats van een klooster in Silezië).
De eerste gedocumenteerde periode van het Pools noemt men het Oudpools. Men spreekt van het Oudpools voor de periode van 1136 tot ongeveer 1500. De daaropvolgende periode, het Middelpools, duurt tot ongeveer het midden van de achttiende eeuw. Daarna spreekt men van het Nieuwpools. Er bestaat discussie of de periode van het Nieuwpools tot vandaag de dag voortduurt; het huidige Pools wordt ook wel Modern-Pools genoemd.
Van het midden van de zestiende eeuw tot het begin van de achttiende eeuw was het Pools een hoftaal in Rusland.
De standaardtaal kende in zijn ontwikkeling perioden van pieken en dalen, maar gaat uiteindelijk terug tot de zestiende en het begin van de zeventiende eeuw. Of de Poolse standaardtaal nu het meest gebaseerd is op dialecten van Klein-Polen (Krakau) of Groot-Polen (Poznań, Gniezno) is nog steeds omstreden. Ook dialecten uit de oostelijke randgebieden van Polen (de kresy) genoten een vrij hoog prestige, wat zijn sporen in de standaardtaal heeft nagelaten. De invloed van Mazovië, waarin de hoofdstad Warschau ligt, op de standaardtaal is daarentegen vrij gering.

### Historische overeenkomsten
Aangezien het Proto-Slavisch al zeer vroeg van het Proto-Indo-Europees is afgescheiden, is de genetische verwantschap met andere Indo-Europese subfamilies alleen nog te zien aan de vorm van woorden die volledig deel uitmaken van het kernlexicon, zoals ja (vgl. het Franse je), ty (vgl. het Latijnse en Franse tu en het Duitse du) en het werkwoord być (vgl. jest met het Latijnse en Franse est).

## Alfabet

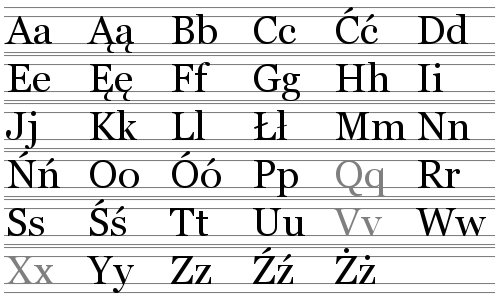
Modern Poolse alfabet

Het Pools wordt geschreven met het Poolse alfabet. Het Poolse alfabet telt 35 Latijnse letters, waaronder een aantal letters met diakritische tekens die als aparte letters beschouwd worden.
Het Poolse alfabet luidt als volgt:
Aa, Ąą, Bb, Cc, Ćć, Dd, Ee, Ęę, Ff, Gg, Hh, Ii, Jj, Kk, Ll, Łł, Mm, Nn, Ńń, Oo, Óó, Pp, Qq, Rr, Ss, Śś, Tt, Uu, Vv, Ww, Xx, Yy, Zz, Źź, Żż
De letters q, v en x worden niet tot het Poolse alfabet gerekend, hoewel de letters wel voorkomen in sommige leenwoorden en eigennamen. Het diakritisch teken ´ heet kreska ('streepje'), de ˛ wordt ogonek ('staartje') genoemd, en het puntje op de ż kropka ('puntje').

## Spelling en uitspraak
De spelling van het Pools is op het eerste gezicht niet gemakkelijk. Behalve de hierboven genoemde extra letters worden voor een aantal klanken (fonemen) ook lettercombinaties gebruikt, zoals ch, cz en sz. Het schriftbeeld dat ontstaat door de opeenhoping of herhaling hiervan, zoals in na czczo ('op de nuchtere maag') en de plaatsnaam Szczebrzeszyn uitspraakⓘ, vereist een zekere gewenning. Toch is de Poolse spelling vrij regelmatig: als men eenmaal de spelling van een woord kent, weet men in de regel ook hoe het moet worden uitgesproken.

### Algemeen
Alle Poolse woorden zijn in principe paroxytona, dus de klemtoon ligt op de voorlaatste lettergreep. Een uitzondering hierop zijn sommige werkwoordsvormen en enkele leenwoorden, zoals matematyka ('wiskunde'), fizyka ('natuurkunde') en uniwersytet ('universiteit').

### Klinkers
| a |  | Als de a in as                                                                                                  |
| ą |  | In zuivere vorm als een nasale o, als in het Franse bon                                                         |
| e |  | Als de e in lek                                                                                                 |
| ę |  | In zuivere vorm als een nasale e, als in het Franse bassin                                                      |
| i |  | Als de ie in zie. In sommige posities duidt de i echter geen eigen klank aan; zie hieronder, bij 'Medeklinkers' |
| o |  | Als de o in bom                                                                                                 |
| ó |  | Als de oe in moe                                                                                                |
| u |  | Als de ó |
| y |  | Als de Nederlandse i in ik (IPA: ɨ)                                                                             |

Na de letters b, f, g, k, m, n, p en w drukt de i geen eigen klank uit, maar geeft hij aan dat de voorgaande klank palataal ('zacht') is. De lettercombinatie ni - zoals in nie ('nee, niet') - wordt dus ongeveer uitgesproken als nj in het Nederlandse woord franje.
Een ogonek onder de klinkers a en e geeft nasalisatie van deze klinkers weer – het tekentje heeft wel iets van een cedille. De nasale klanken ą en ę worden vooral voor fricatieven (wrijfklanken) als zuivere nasalen uitgesproken (bijvoorbeeld in mąż ('man, echtgenoot')). Ook aan het eind van een woord wordt de ą nasaal uitgesproken, zoals in robią ('zij doen, zij maken'). De ę wordt in die positie echter meestal als een ongenasaliseerde e uitgesproken, zoals in idę ('ik ga'). In andere posities wordt ą als /om/ of /on/ uitgesproken. Voorbeelden hiervan zijn dąb ('eik'; als /om/) en mądry ('wijs', als /on/). Iets soortgelijks geldt voor de ę, die als /em/ of /en/ wordt uitgesproken: zęby ('tanden', als /em/) en będzie ('hij/zij/het zal zijn'; als /en/).
De genasaliseerde Poolse klinkers worden gezien als een restant uit het Proto-Slavisch. In andere Slavische talen zijn ze nagenoeg verdwenen. De status van deze klinkers als aparte fonemen in het Pools wordt de laatste tijd door sommige taalkundigen betwist.

### Medeklinkers
| c  |  | Als de ts in tsaar                                                                                     |
| ch |  | Als een stemloze zachte g (een stemloze palatale fricatief)                                            |
| cz |  | Als de tsj in Tsjechisch, maar palataler (met de tong verder naar achteren, tegen het harde gehemelte) |
| ć  |  | Ongeveer als tsj in Tsjechië                                                                           |
| dz |  | Stemhebbende tegenhanger van c                                                                         |
| dź |  | Stemhebbende tegenhanger van ć                                                                         |
| dż |  | Stemhebbende tegenhanger van cz                                                                        |
| g  |  | Als de g in goal                                                                                       |
| h  |  | Als ch                                                                                                 |
| ł  |  | Als de Engelse w (bilabiaal)                                                                           |
| ń  |  | Als in het Franse champagne of het Spaanse España                                                      |
| r  |  | Als een rollende tongpunt-r                                                                            |
| rz |  | Als de j in journalist, maar palataler (zie cz)                                                        |
| sz |  | Als de sj in sjabloon, maar palataler (zie cz)                                                         |
| ś  |  | Als sj in meesje                                                                                       |
| w  |  | Als de v in vader (stemhebbend)                                                                        |
| ź  |  | Stemhebbende tegenhanger van ś                                                                         |
| ż  |  | Als rz                                                                                                 |

Voor klinkers worden in plaats van de letters ć, ń, ś en ź de lettercombinaties ci, ni, si en zi gebruikt. Zo luidt de genitief van koń ('paard') bijvoorbeeld konia (vergelijk syn ('zoon'), met de genitief syna).
Stemhebbende medeklinkers (b, d, dz, dź, dż, g, rz, w, z, ź, ż) worden aan het einde van een woord stemloos uitgesproken: róg /roek/ ('hoek'), raz /ras/ ('keer').

## Taalstructuur
De Poolse syntaxis heeft een aantal kenmerken die meteen in het oog springen.

#### Zelfstandige naamwoorden
Een belangrijk kenmerk van de Poolse grammatica is een uitgebreid systeem van zeven naamvallen: de nominatief (mianownik), genitief (dopełniacz), datief (celownik), accusatief (biernik), locatief (miejscownik), instrumentalis (narzędnik) en vocatief (wołacz). Deze naamvallen worden ook wel aangeduid met een nummer van 1 tot 7, waarbij de genoemde volgorde wordt aangehouden. De verbuiging naar naamvallen speelt een rol in het hele nominale systeem, dat wil zeggen bij zelfstandige naamwoorden, bijvoeglijke naamwoorden, voornaamwoorden en telwoorden. Enkele telwoorden (met name jeden, "een", en dwa, "twee",) worden daarnaast net als bijvoeglijke naamwoorden verbogen naar grammaticaal geslacht.
De verbuiging van zelfstandige naamwoorden is een zeer gecompliceerd onderdeel van de Poolse grammatica. Zelfstandige naamwoorden worden ten eerste onderverdeeld in de volgende vijf verschillende verbuigingsklassen:
- mannelijk bezield en persoonlijk;
- mannelijk bezield en dierlijk;
- mannelijk onbezield;
- vrouwelijk concreet en/of bezield;
- onzijdig.

De verbuiging van elk der klassen afzonderlijk gaat bovendien nog gepaard met vrij veel onregelmatigheden.

#### Werkwoorden
Het Pools is een pro-droptaal, wat wil zeggen dat het onderwerp in principe altijd kan worden weggelaten omdat alleen de persoonsvorm al genoeg informatie bevat. Werkwoorden beschikken daarnaast over een extra aspect als aparte grammaticale categorie. Dit houdt concreet in dat in principe elk werkwoord perfectief of juist imperfectief is. Daarnaast wordt bij de vervoeging van werkwoorden in de perfectieve vorm door middel van de persoonsvorm onderscheid gemaakt tussen een mannelijk en een vrouwelijk onderwerp. Aldus kunnen bijvoorbeeld de volgende zinnen worden gevormd:
- Czytałem/Czytałam list (imperfectief) .
- Przeczytałem/Przeczytałam list (perfectief)

Hoewel beide zinnen in de verleden tijd staan en vertaald kunnen worden met 'Ik (m/v) las de brief.', wordt het imperfectieve czytać ('lezen') gebruikt in een context als 'Ik (m/v) las de brief (ik was de brief aan het lezen)' (vergelijkbaar met Engelse past progressive tense). De perfectieve tegenhanger przeczytać ('lezen') in een context als 'Ik (m/v) las de brief (en heb hem ook uitgelezen).'
Het prefix prze- heeft de allomorf z- in een vorm als zrobić (< robić, "doen, handelen").
Hetzelfde onderscheid bestaat in veel andere Slavische talen zoals het Russisch. In het Nederlands blijft dit verschil in beschouwing vaak onuitgedrukt; in het Pools móét deze keuze gemaakt worden.
In de tegenwoordige tijd drukken perfectieve werkwoorden de toekomende tijd uit: Przeczytam list 'Ik zal de brief lezen'. Imperfectieve werkwoorden geven een onvoltooide handeling in de tegenwoordige tijd aan: Czytam list: 'Ik lees de brief' (ik ben de brief aan het lezen).
De echte toekomende tijd is de enige tempus die in het Pools op analytisch wijze wordt gevormd, door een combinatie van het hulpwerkwoord być ("zijn") en een infinitief of voltooid deelwoord (będę, będziesz..., enz.). Tussen de infinitief en het voltooid deelwoord bestaat in dit geval geen betekenisverschil: Będziecie robić/robili → "Jullie zullen doen/handelen".
Het werkwoord "być" (zijn) wordt als volgt vervoegd in de tegenwoordige tijd:
- Ja jestem – Ik ben
- Ty jesteś – Jij bent
- On/ona/ono jest – Hij/zij/het is
- My jesteśmy – Wij zijn
- Wy jesteście – Jullie zijn
- Oni/one są – Zij (mannelijk/vrouwelijk) zijn
- Pan/Pani jest – U (mannelijk/vrouwelijk enkelvoud) bent
- Państwo są – U (meervoud) bent
- Panowie są – U (mannelijk meervoud) bent
- Panie są – U (vrouwelijk meervoud) bent

Vervoeging van "być" (zijn) in de onvoltooid verleden tijd, waarbij de persoonsvorm vaak congrueert met het geslacht van het onderwerp:
- Ja byłem/byłam – Ik (mannelijk/vrouwelijk) was
- Ty byłeś/byłaś – Jij (mannelijk/vrouwelijk) was
- On był/ona była/ono było – Hij / Zij / Het was
- My byliśmy/byłyśmy – Wij () waren
- Wy byliście/byłyście – Jullie (mannelijk/vrouwelijk) waren
- Oni byli/one były – Zij (mannelijk/vrouwelijk) waren
- Pan był/Pani była – U (mannelijk/vrouwelijk enkelvoud) was
- Państwo byli – U (meervoud) was
- Panowie byli – U (mannelijk meervoud) was
- Panie były – U (vrouwelijk meervoud) was

De meeste verleden tijd worden op dezelfde manier gevormd, dus door de uitgang "-ć" van de infinitief te vervangen door "-ł + persoonsuitgang".
Vervoeging van "być" in de toekomende tijd (deze vormen drukken tevens bepaalde modaliteiten uit):
- Ja będę – Ik zal zijn
- Ty będziesz – Jij zult zijn
- On/ona/ono będzie – Hij / Zij/ Het zal zijn
- My będziemy – Wij (mannelijk/vrouwelijk) zullen zijn
- Wy będziecie – Jullie (mannelijk/vrouwelijk) zullen zijn
- Oni/one będą – Zij (mannelijk/vrouwelijk) zullen zijn
- Pan/Pani będzie – U (mannelijk/vrouwelijk enkelvoud) zult zijn
- Państwo będą – U (meervoud) zult zijn
- Panowie będą – U (mannelijk meervoud) zult zijn
- Panie będą – U (vrouwelijk meervoud) zult zijn

Vervoeging van "iść" ("gaan, lopen") in de tegenwoordige tijd:
- Ja idę – Ik ga
- Ty idziesz – Jij gaat
- On/ona/ono idzie – Hij/Zij/Het gaat
- My idziemy – Wij gaan
- Wy idziecie – Jullie gaan
- Oni/one idą – Zij gaan
- Pan/Pani idzie – U (mannelijk/vrouwelijk enkelvoud) gaat
- Państwo idą – U (meervoud) gaat
- Panowie idą – U (mannelijk meervoud) gaat
- Panie idą – U (vrouwelijk meervoud) gaat

Vervoeging van "iść" ("gaan, lopen") in de verleden tijd:
- Ja szedłem – (mannelijk) – Ja szłam (vrouwelijk) – Ik ging
- Ty szedłeś – (mannelijk) – Ty szłaś (vrouwelijk) – Jij ging
- On szedł – (mae) – Ona szła (vrouwelijk) – Ono szło (onzijdig) – Hij/Zij/Het ging
- Pan szedł – (mannelijk) – Pani szła (vrouwelijk) – Jullie gingen (polite)
- My szliśmy - Wij gingen
- My szłyśmy (inf, myśmy szły) – Wij (alleen vrouwen) gingen
- Wy szliście (inf. wyście szli) – Jullie gingen
- Wy szłyście (inf. wyście szły) – Jullie (alleen vrouwen) gingen
- Oni szli - Zij gingen
- One szły – Zij (alleen vrouwen) gingen
- Państwo szli – U (meervoud) ging
- Panie szły – U (alleen vrouwen) ging

#### Bijwoorden
Bijwoorden in het Pools zijn onderverdeeld in kwalitatief (jakościowe) en adverbiaal (okolicznościowe). Sommige bijwoorden hebben verschillende trappen van vergelijking.

#### Andere kenmerken
Opvallend zijn verder de frequente klankalternanties binnen sommige paradigma's, bijvoorbeeld:
- miasto ('stad (nominatief)'), maar mieście ('stad (locatief)'
- pies ('hond (nominatief)'), maar psa ('hond (genitief/accusatief)')
- góra ('berg (nominatief)'), maar górze ('berg (datief/locatief)')
- nosić ('dragen (infinitief)', met een /ś/), maar noszę ('ik draag')
- ząb ('tand'), maar zęby ('tanden')

Andere, minder opvallende kenmerken:
- Het Pools heeft, net als de meeste andere Slavische talen (behalve het Bulgaars en het Macedonisch), geen lidwoorden.
- Er wordt een onderscheid gemaakt tussen enkelvoud en meervoud. De oude Slavische dualis ('tweevoud') is slechts in drie woorden bewaard gebleven in de vorm van versteende uitgangen. Deze woorden duiden alle drie lichaamsdelen aan die gewoonlijk in paren voorkomen: oko ('oog'), ucho ('oor') en ręka (' hand').
- Er wordt bij de verbuiging van naamwoorden een verschil gemaakt tussen mannelijk, vrouwelijk en onzijdig. Bij mannelijke woorden spelen bovendien twee semantische opposities een rol: 'bezield - onbezield' (in het enkelvoud) en 'personen - niet-personen' (in het meervoud). Op die manier kan globaal de volgende indeling worden gemaakt (de voornaamwoorden zijn paradigma's van de derde persoon):

| Geslacht              | Enkelvoud | Meervoud |
| --------------------- | --------- | -------- |
| Persoonlijk mannelijk | on        | oni      |
| Bezield mannelijk     | on        | one      |
| Onbezield mannelijk   | on        | one      |
| Vrouwelijk            | ona       | one      |
| Onzijdig              | ono       | one      |

## Woordenschat

### Leenwoorden
De kern van de Poolse woordenschat is natuurlijk Slavisch. Wel kent het Pools in vergelijking met andere Slavische talen veel leenwoorden en leenvertalingen. Een grote groep historische leenwoorden komt uit het Duits, als gevolg van het eeuwenlange contact tussen deze twee talen. Deze woorden zijn niet allemaal in dezelfde tijd ontleend. Een voorbeeld van een zeer oud leenwoord is szkoda ('schade', maar ook 'jammer'). Recentere leenwoorden hebben vaak betrekking op handel en bestuur, zoals burmistrz ('burgemeester'), handlowy ('handel-'), meldować ('melden'), rachunek ('rekening'), ratusz ('raadhuis, stadhuis') en regał ('toonbank'). Een voorbeeld van een leenvertaling is listonosz ('postbode'). Dit woord bestaat uit list ('brief') en een afleiding van nosić ('dragen'), gevormd naar het Duitse Briefträger.
Het Pools is gedurende lange tijd meerdere malen beïnvloed door het Tsjechisch. De eerste keer was in de tiende eeuw, toen christelijke terminologie (uit het Latijn of uit het Duits) werd geïmporteerd via het Tsjechisch. Ook in de veertiende en vijftiende eeuw - de bloeitijd van de Tsjechische cultuur - werd het Pools weer beïnvloed door het Tsjechisch. In de negentiende eeuw vond een omgekeerde beïnvloeding plaats: tijdens de wedergeboorte van het Tsjechisch als cultuurtaal nam deze taal weer woorden uit het Pools over.
Daarnaast heeft het Pools uiteraard ook de woordenschat van andere talen beïnvloed, met name die van het Duits en hierdoor indirect ook die van het Nederlands. Het bekendste Nederlandse woord met een Poolse herkomst is waarschijnlijk grens. Dit woord is via het Duitse Grenze afgeleid van het Poolse granica.
Uiteraard heeft het Pools ook leenwoorden uit andere talen overgenomen, zoals uit het Latijn (uniwersytet, profesor), het Italiaans (pomidor, "tomaat") en het Frans (bagietka, "stokbrood"). De meeste ontleningen in het Pools zijn tegenwoordig uit het Engels (e-mail, komputer, menedżer).

### Persoonlijke voornaamwoorden
| Enkelvoud                    | Meervoud                             |
| ---------------------------- | ------------------------------------ |
| ja – ik                      | my – we                              |
| ty – jij, je                 | wy – jullie                          |
| on – hij ona – zij ono – het | oni – zij (mann.) one – zij (vrouw.) |

### Telwoorden
| 1. jeden – een      |
| 2. dwa – twee       |
| 3. trzy – drie      |
| 4. cztery – vier    |
| 5. pięć – vijf      |
| 6. sześć – zes      |
| 7. siedem – zeven   |
| 8. osiem – acht     |
| 9. dziewięć – negen |
| 10. dziesięć – tien |

| 11. jedenaście – elf                      |
| 12. dwanaście – twaalf                    |
| 13. trzynaście – dertien                  |
| 14. czternaście – veertien                |
| 15. piętnaście – vijftien                 |
| 16. szesnaście – zestien                  |
| 17. siedemnaście – zeventien              |
| 18. osiemnaście – achttien                |
| 19. dziewiętnaście – negentien            |
| 20. dwadzieścia – twintig                 |
| 21. dwadzieścia jeden – eenentwintig      |
| 29. dwadzieścia dziewięć – negenentwintig |

| 10. dziesięć – tien             |
| 20. dwadzieścia – twintig       |
| 30. trzydzieści – dertig        |
| 40. czterdzieści – veertig      |
| 50. pięćdziesiąt – vijftig      |
| 60. sześćdziesiąt – zestig      |
| 70. siedemdziesiąt – zeventig   |
| 80. osiemdziesiąt – tachtig     |
| 90. dziewięćdziesiąt – negentig |
| 100. sto – honderd              |

| 500. pięćset – vijfhonderd      |
| 1000. tysiąc – duizend          |
| 1.000.000 milion – miljoen      |
| 1.000.000.000 miliard – miljard |

### Chronologie
| czas m                        | tijd       |
| sekunda v                     | seconde    |
| minuta v                      | minuut     |
| godzina v                     | uur        |
| dzień m                       | dag        |
| doba v                        | etmaal     |
| tydzień m                     | week       |
| dwa tygodnie m                | twee weken |
| miesiąc m                     | maand      |
| rok m                         | jaar       |
| dziesięciolecie o of dekada v | decennium  |
| wiek m of stulecie o          | eeuw       |
| tysiąclecie o                 | millennium |
| styczeń m                     | januari    |
| luty m                        | februari   |
| marzec m                      | maart      |
| kwiecień m                    | april      |
| maj m                         | mei        |
| czerwiec m                    | juni       |
| lipiec m                      | juli       |
| sierpień m                    | augustus   |
| wrzesień m                    | september  |
| październik m                 | oktober    |
| listopad m                    | november   |
| grudzień m                    | december   |

### Weer
| bardzo zimno         | zeer koud            |
| deszczowo            | regenachtig          |
| słonecznie           | zonnig               |
| mokro                | nat                  |
| pochmurno            | bewolkt              |
| wietrznie            | winderig             |
| sucho                | droog                |
| gorąco               | heet                 |
| duszno               | benauwd              |
| żar leje się z nieba | het is gloeiend heet |

### Seizoenen
| wiosna v | lente  |
| lato o   | zomer  |
| jesień v | herfst |
| zima v   | winter |

### Plaatsen
| dom m                | huis          |
| lotnisko o           | luchthaven    |
| dworzec kolejowy m   | treinstation  |
| dworzec autobusowy m | bushalte      |
| sklep m              | winkel        |
| zamek m              | kasteel       |
| plaża v              | strand        |
| miasto o             | stad          |
| wieś v               | dorp          |
| kino m               | bioscoop      |
| kościół m            | kerk          |
| rynek m              | marktplein    |
| więzienie o          | gevangenis    |
| poczta v             | postkantoor   |
| szkoła v             | school        |
| cmentarz m           | begraafplaats |
| ulica v              | straat        |

## Dialecten
Voor een taal met zo veel sprekers kent het Poolse weinig dialecten. De meeste Polen spreken iets wat de standaard relatief dicht benadert. Traditioneel worden er vijf grote dialectgroepen onderscheiden: Groot-Pools (in Groot-Polen, de streek rond Poznań), Klein-Pools (in Klein-Polen, rond Krakau), Mazovisch (in Mazovië, rond Warschau), Silezisch (in Opper-Silezië) en Kasjoebisch (in het noorden, ten westen van Gdańsk). De belangrijkste kleinere dialecten van het Pools zijn het Podhale-dialect van de bergbewoners (górale) in de Podhale en het nog door de oudere generatie gesproken dialect van Kresy, dat vóór de Russische annexatie van 1939 in een veel groter deel van Oost-Polen werd gesproken. Dit dialect vertoont met name overeenkomst met het Oekraïens en Roetheens, bijvoorbeeld op het gebied van klinkerlengte.
Tegenwoordig wordt het Kasjoebisch over het algemeen als aparte taal beschouwd. Ook het Silezisch geniet in toenemende mate erkenning als zelfstandige taal. Bovendien zijn er in het westen en zuidwesten nieuwe, gemengde dialecten bij gekomen door de nasleep van de Tweede Wereldoorlog: de dialectatlas van het Pools veranderde ingrijpend door de massale verhuizing van Polen uit voormalig Poolse gebieden in het oosten (Wit-Rusland, Oekraïne, Litouwen) naar voormalig Duitse gebieden in het westen (Pommeren, Silezië). Deze volksverhuizing heeft het dialectonderzoek na de oorlog aanzienlijk bemoeilijkt.
De belangrijkste tegenstelling is die tussen de gebieden die wél en de gebieden die níét 'mazureren'. Mazureren houdt in dat sz, ż/rz, cz en dż (alveolaire fricatieven en affricaten) worden vervangen worden door gewone dentalen (s, z, c en dz). Gebieden waarin dit verschijnsel voorkomt, zijn Mazovië, Klein-Polen en een deel van Silezië. Een ander dialectverschil betreft de uitspraak van stemhebbende medeklinkers in woordverbindingen voor klinkers en sonoranten (l, m, n en r)). In Mazovië wordt de ż in już idzie ('hij gaat al') en już robi ('hij doet het al') stemloos uitgesproken (dus als sz), in Klein-Polen, Silezië en Groot-Polen (inclusief Poznań) stemhebbend. .